# 毛鋭
毛 鋭（もう えい、生年不詳 - 1523年）は、明代の軍人。

## 生涯
毛忠の孫にあたる。1469年（成化5年）4月、伏羌伯の爵位を嗣いだ。成化年間、協守南京をつとめた。1488年（弘治元年）1月、平蛮将軍・総兵となり、湖広に出向して駐屯した。1489年（弘治2年）10月、征蛮将軍・総兵官となり、両広に移駐した。1492年（弘治5年）、古田の瑶族の反乱を討った。1496年（弘治9年）、広西での反乱撃破の功績により、歳禄200石を加増された。毛鋭は広壮な邸舎を建て、巨大な船舶を私的に建造して海外の商人と通商していると、御史や給事中たちに弾劾されたが、弘治帝に不問に付された。1500年（弘治13年）12月、太子太保に進んだ。1504年（弘治17年）6月、太子太傅となった。思恩府の土司の岑濬が反乱を起こすと、1505年（弘治18年）に毛鋭は総督の潘蕃や太監の韋経らとともにこれを鎮圧した。1507年（正徳2年）、賀県の僮族の乱を鎮圧した。1508年（正徳3年）、宦官の劉瑾が前兵部尚書の劉大夏を害すべく、田州でのことを失敗として罪に問うと、毛鋭も連座して逮捕され、獄に下された。ほどなく毛鋭は劉瑾に賄賂を渡して釈放された。1509年（正徳4年）10月、提督漕運に起用された。1510年（正徳5年）、劉瑾が処刑されると、毛鋭は弾劾されて罷免された。1511年（正徳6年）、劉宸らの反乱が北京周辺を騒がせると、毛鋭は宦官の谷大用とともに命を受けてこれを討った。このとき毛鋭が率いた京軍は戦闘に慣れていなかった。1512年（正徳7年）1月、長垣で反乱軍と遭遇したが、戦って大敗し、毛鋭は負傷して将軍の印を紛失した。許泰の援軍がやってきたため、毛鋭はどうにか逃れることができた。御史や給事中たちに弾劾され、北京に召還された。谷大用と共同の任務だったことから、罪を免れることができた。1521年（正徳16年）、嘉靖帝が即位すると、毛鋭は再び起用されて湖広に駐屯した。1523年（嘉靖2年）、死去した。太傅の位を追贈された。諡は威襄といった。

## 子女
- 毛江（1524年9月に伏羌伯の爵位を嗣いだ。1533年に湖広に駐屯し、翌年死去した）
- 毛漢（1534年5月に伏羌伯の爵位を嗣いだ。南京左府を管掌した。提督操江をつとめ、総督漕運に転じた）